# Casa Papandrea
Casa Papandrea è un edificio storico nel centro di Nuoro, sede di Spazio Ilisso.

## Storia
Il complesso architettonico comprende una schiera di basse abitazioni a doppio livello, costruita all' inizio del 1800, e una costruzione di stile umbertino, costruita nel primo decennio del 1900.
Fu la casa natale di Michele Papandrea.